# Vladislav Klimovich
Vladislav Klimovich o Uladzislau Klimovich (en bielorruso: Уладзiслаў Клiмовiч; Minsk, Bielorrusia, 12 de junio de 1996) es un futbolista bielorruso. Juega de delantero y su equipo es el FC Torpedo Zhodino. Es internacional absoluto por la selección de Bielorrusia desde 2017.

## Trayectoria
Comenzó su carrera en el BATE Borísov.

## Selección nacional
Debutó con la selección de Bielorrusia el 9 de noviembre de 2017 ante Armenia en un amistoso.

## Clubes
| Club                           | País        | Año           |
| ------------------------------ | ----------- | ------------- |
| BATE Borísov                   | Bielorrusia | 2014-2017     |
| FC Isloch Minsk Raion (Cedido) | Bielorrusia | 2015          |
| FK Jelgava (Cedido)            | Bielorrusia | 2016          |
| FC Neman Grodno (Cedido)       | Bielorrusia | 2016-2017     |
| FC Torpedo Zhodino             | Bielorrusia | 2018-2019     |
| FK Dinamo Minsk                | Bielorrusia | 2020-2021     |
| Gyirmót SE                     | Hungría     | 2022          |
| Nea Salamina Famagusta         | Chipre      | 2022-2023     |
| Diósgyőri VTK                  | Hungría     | 2023-2025     |
| FC Torpedo Zhodino             | Bielorrusia | 2025-presente |

## Palmarés

### Títulos nacionales
| Título                      | Club                  | País        | Año     |
| --------------------------- | --------------------- | ----------- | ------- |
| Supercopa de Bielorrusia    | BATE Borísov          | Bielorrusia | 2014    |
| Liga Premier de Bielorrusia | BATE Borísov          | Bielorrusia | 2014    |
| Primera Liga de Bielorrusia | FC Isloch Minsk Raion | Bielorrusia | 2015    |
| Copa de Bielorrusia         | FC Neman Grodno       | Bielorrusia | 2015-16 |